# Josh Groban
Josh Groban, właśc. Joshua Winslow Groban (ur. 27 lutego 1981 w Los Angeles) – amerykański piosenkarz, autor piosenek, producent i aktor znany ze swego dojrzałego i rozległego głosu. Uprawia zarówno śpiew klasyczny, jak i muzykę pop. Głównie wykonuje utwory w językach angielskim, włoskim, hiszpańskim i francuskim.
Jego albumy pokrywają się wielokrotną platyną, a w 2007 roku stał się w swoim kraju najlepiej sprzedającym artystą. Na świecie sprzedał ponad 30 milionów płyt. Groban jest również jedynym artystą, którego dwa albumy dostały się jednocześnie do pierwszej dwudziestki listy bestsellerów Billboard ostatnich lat.

## Wczesny okres życia
Josh Groban urodził się w Los Angeles, jako syn biznesmena i architektki wnętrz. Jego prapradziadkowie ze strony matki pochodzili ze wschodniej części Norwegii z regionu Toten, natomiast przodkowie ze strony ojca byli żydowskimi imigrantami i pochodzili z Berdyczowa. Jego ojciec nawrócił się na chrześcijaństwo po ślubie, więc Groban dorastał w wierze episkopalizmu. Jego młodszy brat Christopher urodził się w tym samym dniu co Josh, lecz 4 lata później.
Josh zadebiutował jako piosenkarz w siódmej klasie. Jego nauczyciel śpiewu wybrał go do występu solowego piosenki „'S wonderful” podczas szkolnej nocy kabaretowej. Mama Grobana, stojąc na zewnątrz sali, wzruszyła się uświadomiwszy sobie, że słyszy własnego syna, a sam artysta dostał owacje na stojąco. Kiedy głos Josha zmienił się z wysokiego, chłopięcego głosu, na dojrzalszy, ludzie zaczęli zwracać na niego uwagę. Wkrótce jednak Groban odłożył śpiewanie na następne lata:

Śpiewanie i granie sprawiały mi przyjemność, ale moje oceny pogarszały się przez to. Czułem, że nie rozwijam wystarczająco swoich zdolności. Więc poszedłem do Bridges Academy (college w Los Angeles, przyp. aut.), aby polepszyć stopnie.

Podczas edukacji w Bridges Academy, Groban uczęszczał na normalne zajęcia od 9:00 do 13:00, a następnie chodził do klasy teatralnej. W 1997/98 Groban uczęszczał do Interlochen Center for the Arts Camp, w Michigan, kształcąc się w musicalach, w czasie gdy zaczął brać prywatne lekcje śpiewania.

Zacząłem brać lekcje śpiewu. Podobało mi się występowanie w musicalach. Miałem już wtedy odpowiedni głos, więc zacząłem grać i śpiewać w szkolnych przedstawieniach.

W tych czasach Groban skupiał się na graniu. Wziął udział w szkolnej adaptacji Skrzypka na dachu wcielając się w główną rolę – Tewjego.

## Wykształcenie
Artysta uczęszczał do County High School for the Arts w Los Angeles jako student dramaturg, ukończył w 1999 r. aby następnie uczęszczać do Carnegie Mellon University w Pittsburghu (Pensylwania), studiując dramaturgię. Nie skończył jednak studiów opuszczając Carnegie Mellon po jedynie kilku miesiącach pierwszego semestru nauki. Postanowił skupić się na swojej zapowiadającej się obiecująco muzycznej karierze.

## Kariera

### Debiut
Jeszcze w 1998 roku, 17-letni Josh został przez swojego nauczyciela śpiewu przedstawiony zwycięzcy nagrody Grammy, producentowi i kompozytorowi, Davidowi Fosterowi. Foster zatrudnił Grobana jako próbnego i rezerwowego piosenkarza podczas serii wysoko-profilowanych wydarzeń, m.in. Nagród Grammy’99 – gdzie zastąpił Andreę Bocellego i zaśpiewał na próbie razem z Céline Dion piosenkę „The Prayer” – i inauguracji Graya Davisa, gubernatora stanu Kalifornii w styczniu 1999 r.
Josh zrezygnował ze studiów, gdyż wytwórnia Warner Bros. Records zaoferowała mu kontrakt płytowy pod wpływem 143 Records Fostera. Dlatego też pierwszy album Grobana kładzie większy nacisk na klasykę, zawierając takie piosenki jak „Gira Con Me” i „Alla Luce Del Sole”, pierwszymi wybranymi przez Fostera i Grobana.
Wkrótce, nauczany przez Fostera, Josh wystąpił razem z Sarą Brightman podczas jej trasy koncertowej La Luna w 2000-01 r. śpiewając z nią utwór „There For Me”, który znalazł się na płycie z koncertami Sary. Groban zadebiutował ze swoją płytą dzięki piosence „For Always”, którą zaśpiewał razem z Larą Fabian. Jest to piosenka ze ścieżki dźwiękowej do filmu A.I. Sztuczna inteligencja. Groban także zaangażował się w wielu charytatywnych programach, m.in.: „The Andre Agassi Grand Slam Event For Children”, śpiewając u boku Eltona Johna, Stevie Wondera, Dona Henleya i Robina Williamsa, „Muhammad Ali’s Fight Night Foundation”, który zaszczycił swoją obecnością Michael J. Fox, „The Family Celebration” gdzie gościli prezydent Bill Clinton wraz z żoną, Hillary Clinton, David E. Kelley z żoną i Michelle Pfeiffer, czy „Michael Milken’s CapCure”, który wspierał osoby chore na raka.
Debiutancki album piosenkarza, zatytułowany Josh Groban został wydany 20 listopada 2001 roku. W czasie kolejnego roku, płyta ta zdobyła miano złotej, szybko przechodząc na podwójnie platynową aż do pięciokrotnej platyny.
Artysta zagrał rolę Malcolma Wayatta w maju 2001 w serialu Ally McBeal śpiewając „You’re Still You”. Scenarzysta, David E. Kelley, był zachwycony występem Josha w „The Family Celebration” i patrząc na reakcje publiczności, Kelley stworzył specjalnie dla Grobana tę postać. Osoba Malcolma Wayatta stała się bardzo popularna, dzięki tysiącom e-maili od fanów, Josh został poproszony o ponowne pojawienie się w serialu w kolejnej serii, gdzie zaśpiewał „To Where You Are”.
24 lutego 2002 r., Josh zaprezentował „The Prayer” z Charlotte Church podczas ceremonii zamknięcia Zimowej Olimpiady i w listopadzie wydał specjalną płytę CD/DVD Josh Groban in Concert. Razem z Larą Fabian wystąpił podczas koncertu Boston Pop’s śpiewając z nią utwór „For Always”. W grudniu wykonał „To Where You Are” oraz zaśpiewał „The Prayer” z Sissel Kyrkjebø podczas Koncertu Pokojowej Nagrody Nobla w Oslo, Norwegii. Następnie wraz z The Corrs, Ronanem Keatingiem, Stingiem, Lionelem Richie i innymi połączył siły w koncercie świątecznym w Watykanie, w Rzymie, we Włoszech. W 2003 r. Groban pojawił się na koncercie Word Children’s Day stworzonym przez Davida Fostera. Zaśpiewał „Gira Con Me”, „To Where You Are”, „The Prayer” z Céline Dion i finałową piosenkę „Aren’t They All Our Children” z takimi artystami jak Yolanda Adams, Nick Carter, Enrique Iglesias i Céline Dion.

### 2003–2006
Drugi album Grobana Closer też pod nadzorem Fostera, ukazał się 11 listopada 2003 r. Josh wierzył, że jego druga płyta jest lepszym odzwierciedleniem jego osoby i że w ten sposób fani podczas słuchania będą mogli dowiedzieć się czegoś więcej o jego osobowości.

To co większość ludzi wie o mnie, wie dzięki mojej muzyce. W tym czasie próbowałem otworzyć te drzwi tak szeroko jak to możliwe. Te piosenki to wielki krok bliżej tego, kim naprawdę jestem i tego czym jest moja muzyka. Stąd tytuł (closer (ang.) – bliżej, przyp. aut.).

Dwa miesiące po tym jak Closer wyszedł na rynek, wzniósł się na miejsce pierwsze listy Billboard 200 i pozostał na niej przez 98 tygodni. Jego cover utworu Briana Kennedy’ego „You Raise Me Up” stał się bardzo popularny w Adult contemporary. Josh również wykonał piosenkę „Remember” (z Tanją Carovską) do ścieżki dźwiękowej filmu Troja. Zaśpiewał też w 2004 r. piosenkę „Believe” do filmu animowanego Ekspres polarny, która została nominowana do Oscarów oraz stworzył cover piosenki Linkin Park „My December”.
Podczas lata 2004 r., Groban powrócił do Interlochen Center for the Arts Camp, gdzie wystąpił dla gości i wszystkich przybyłych, opowiadając też o swoich poczynaniach jako młody wokalista. 30 listopada 2004 r. wydał drugi już album DVD Live at the Greek. W tym samym roku Josh wykonał utwór „Remember When It Rained” razem z pełną orkiestrą podczas American Music Awards, gdzie był nominowany jako „Najlepszy Artysta” w kategorii pop. Groban i jego płyta były nominowane więcej niż 15 razy w samym tylko 2004 i 2005 roku, w tym do American Music Awards, World Music Awards, Oscarów i Grammy.
Kolejne występy Grobana miały miejsce w „The Oprah Winfrey Show”, „The Ellen DeGeneres Show”, „Jay Leno”, „Larry King Live”, „The Rosie O’Donnell Show”, „20/20”, „The Today Show”, „Macy's Thanksgiving Day Parade”, „Super Bowl XXXVIII”, „The Walt Disney World Christmas Day Parade”, „The Rockefeller Tree Lighting”, „Kennedy Center Honors” i na wielu innych uroczystościach.

### 2006−2010
Podczas pierwszego tygodnia września 2006 roku najnowszy singel Josha zatytułowany „You Are Loved (Don’t Give Up)” dostał się do AOL specjalnie dla fanów. Piosenka ta pochodzi już z trzeciej płyty artysty, zatytułowanej Awake, która oficjalnie zobaczyła światło dzienne 7 listopada 2006 roku. 

Chciałem wydostać się ze swojego kaftana bezpieczeństwa. Styl klasyczny jest niezmiernie przewidywalny, więc nadszedł czas na podjęcie ryzyka.

Dlatego na kolejnej płycie można wyczuć silne popowe, a nawet rockowe inspiracje. Groban wykonał „You Are Loved (Don’t Give Up)”, jak i inne dwa utwory z Awake, podczas specjalnego promowania swojej płyty dla „Live From Abbey Road” w Abbey Road Studios 26 października 2006 roku. Podczas tworzenia „Now Or Never”, utworu pochodzącego z tej płyty, Josh współpracował z brytyjską artystką i autorką piosenek Imogen Heap. Kolejne dwa, „Lullaby” i „Weeping” zostały skomponowane z południowoafrykańską grupą Ladysmith Black Mambazo. Oba mają silny, afrykański akcent. W innym utworze zaprezentował się kolejny sławny południowoafrykański artysta Vusi Mahlasela. Josh pojechał w swoją trasę koncertową Awake po całych Stanach z Angélique Kidjo. Jego tournée trwające od lutego do października obejmowało 83 miasta, w tym w Ameryce Północnej, Europie, Australii i Filipinach, a za każdym razem widownia była pełna.
Josh śpiewał w duecie z Barbrą Streisand („All I Know of Love”) i także w 2007 roku z Mireille Mathieu („Over the Rainbow”).
W czerwcu 2007 r. Groban spędził kilka tygodni w Londynie nagrywając świąteczny album z Londyńską Orkiestrą Filharmoniczną i Afrykańskim Chórem Dziecięcym, o czym wspominał na DVD The Making of Noël. Został on wydany 9 października 2007 r. pt. Noël. Płyta odniosła ogromną popularność w USA, wprowadzając zamęt na listach – została uznana najlepiej sprzedającą się płytą w 2007 r. (w czasie jedynie 11 tygodni istnienia) z liczbą 3,6 miliona sprzedanych egzemplarzy.
1 lipca 2007 r., Josh wystąpił wraz z Sarą Brightman podczas koncertu dla księżnej Diany na Stadionie Wembley. Przed telewizorem koncert ten oglądało około 15 milionów ludzi z całej Anglii, a na świecie nawet 100 milionów w 140 krajach. 10 lutego 2008 roku, Groban wystąpił podczas uroczystości Grammy razem z Andreą Bocellim w hołdzie dla Luciana Pavarottiego. Josh został nominowany do Juno Award 2008 w kategorii „Międzynarodowy Album Roku” za Noël.

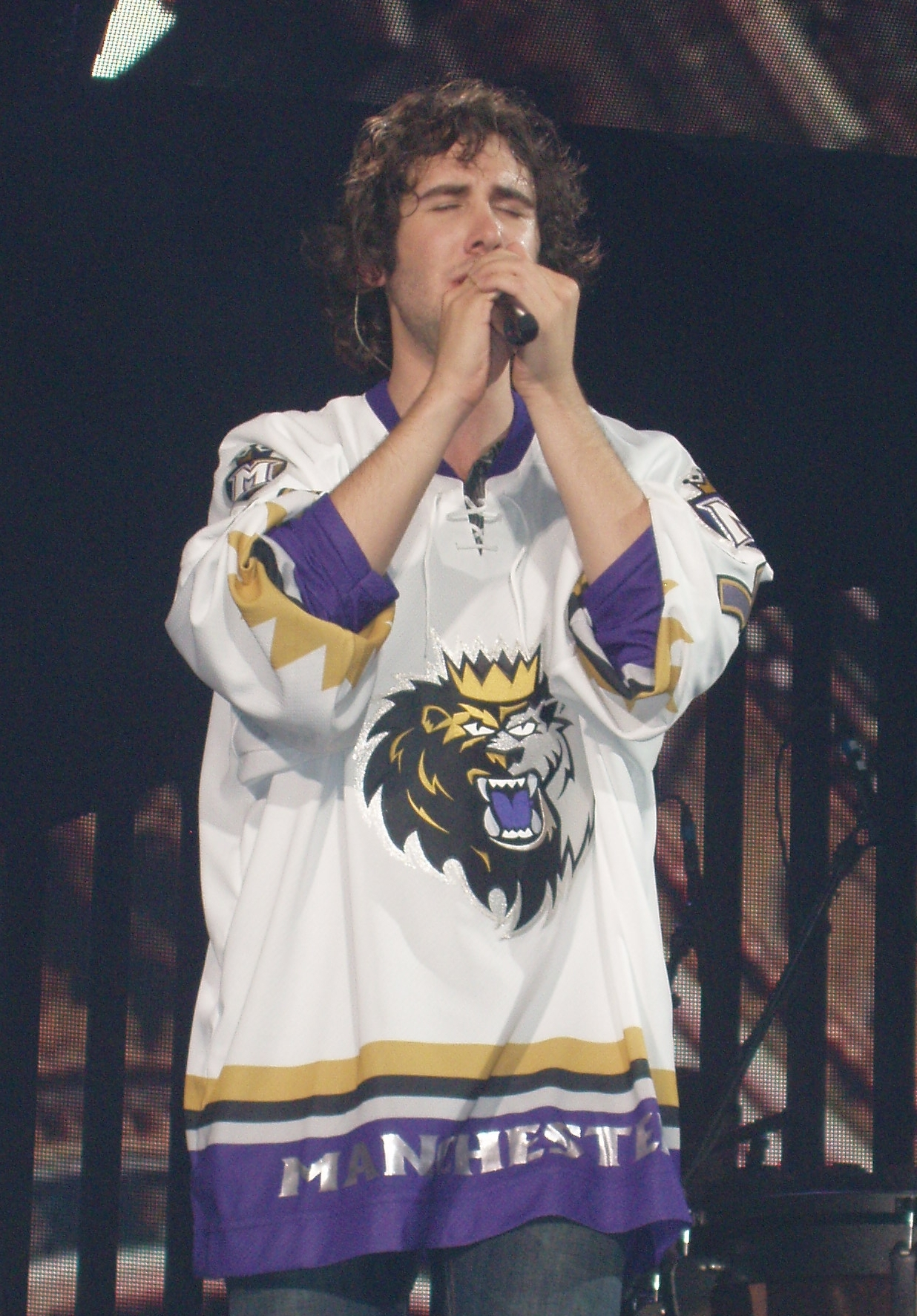
Josh Groban podczas koncertu w Verizon Wireless Arena (Manchester, NH), 27.07.2007 r. Na sobie ma koszulkę hokejowej drużyny Manchester Monarchs.

Artysta wystąpił razem z francuską muzyczną legendą Charles’em Aznavourem wykonując w duecie francuskim i angielskim jedną z piosenek Charles’a, „La Bohème”. Aznavour umieścił ją na swojej kolejnej już płycie, zatytułowanej Duos. Także Plácido Domingo zaśpiewał z Joshem utwór „La Tua Semplicità”, który jest dostępny na płycie Dominga Amore Infinito – inspirowanej wierszami Jana Pawła II.
Po Noël nadeszła pora na kolejną płytę z koncertu. Awake Live, bo taką ma nazwę kolejna płyta DVD piosenkarza, pojawiła się na rynku 6 maja 2008 r. Koncert został sfilmowany 28 sierpnia 2007 roku w Salt Lake City (Utah), w EnergySolutions Arena z udziałem 15-tysięcznej publiczności.
12 i 13 maja 2008 r. Josh wziął udział w musicalu Chess w Royal Albert Hall (Londyn) razem z takimi osobami jak Idina Menzel, Adam Pascal czy Kerry Ellis (musical ten dostępny jest na płycie Chess In Concert od 16 czerwca 2009 r.). To opowieść o dwóch szachistach: Amerykaninie Freddiem (Adam Pascal) i Rosjaninie Anatolym (którego zagrał Groban), którzy walczą przeciwko sobie w mistrzostwach w szachy. Asystentką, a również i kochanką Freddiego, jest Florence (Idina Menzel), która w czasie rozgrywek zakochuje się z wzajemnością w Anatolym. Sprawa się komplikuje, gdy na kolejne rozgrywki przyjeżdża żona Anatoly’ego, Svetlana (Kerry Ellis). Akcja dzieje się w latach 50. XX wieku, jest to więc nie tylko musical o miłości, ale też o historii i o tym, co działo się w czasach istnienia ZSRR. To nie jest pierwszy występ Grobana w owym musicalu. W 2003 r. zagrał tę samą postać, a cały musical został wtedy zagrany na rzecz fundacji.
23 maja 2008 r. w Mandalay Bay w Las Vegas Josh wystąpił podczas koncertu Davida Fostera, który zaprosił na tę noc swoich przyjaciół. Uroczystość ta obfituje w utwory takich artystów jak Katharine McPhee, Brian McKnight, Andrea Bocelli, Peter Cetera, Blake Shelton, Michael Bublé czy Charice. Josh wykonał trzy utwory: „Alla Luce Del Sole”, „Bridge Over Troubled Water” z Brianem McKnightem i „You Raise Me Up”. Koncert dostępny jest na płycie CD/DVD Hit Man David Foster & Friends.
15 lipca 2008 r. Groban wykonał „God Bless America” podczas siódmych rozgrywek baseballowych 79 rocznicy All-Star Game w Nowym Jorku w Yankee Stadium. 21 września 2008 r. pojawił się na uroczystości rozdania nagród Emmy wykonując utwór składający się z fragmentów popularnych melodii serialowych.
W grudniu Josh był gościem w popularnym talk-show Never Mind the Buzzcocks, by ponownie wrócić do niego w jednym odcinku jako prowadzący.
W niedzielę, 18 stycznia 2009 r., Josh wziął udział w koncercie z okazji uroczystości Inauguracji Baracka Obamy na prezydenta USA i zaśpiewał wraz z Heather Headley utwór „My Country Tis of Thee”. 19 czerwca został zaproszony na uroczystość Hollywood Bowl Hall of Fame, na którą co roku zapraszani są artyści, którzy mogą się poszczycić swoimi ogromnymi osiągnięciami. Piosenkarz zaprezentował utwory solowe, jak i w duetach m.in. z Kiri Te Kanawą.
Producenci serialu The Simpsons zawarli motyw Josha w 9 odcinku 20 sezonu zatytułowanym „Lisa the Drama Queen”. Groban od zawsze chciał być gościem w owym serialu. Jak mówił kilka lat temu, zrobiłby wszystko żeby tylko producenci poprosili go o zgodę na użyczenie jego osoby.
Josh poproszony przez Nelly Furtado pojawił się na jej najnowszej płycie Mi Plan śpiewając w duecie utwór „Silencio”. Oboje bardzo ciepło się o sobie wypowiadali. Pierwotnie Josh miał śpiewać razem z Nelly tylko w refrenie piosenki, jednakże artystka zmieniła zdanie gdy usłyszała Grobana. Powiedziała, że podczas śpiewu Josha ma gęsią skórkę, a jej oczy zachodzą łzami.

### 2010–2013
W 2010 Groban wydał koleją studyjną płytę zatytułowaną Illuminations. 

Podczas pracy nad albumem chciałem skupiać się na wszystkim. Oświetlić dźwięki. Oświetlić muzykę. Oświetlić tradycję. Oświetlić perfekcję. Dążyć do perfekcji (illuminations (ang.) – oświetlenia, przyp. aut.).

 Groban postanowił, że ten album będzie czymś wyjątkowym, dlatego przy jego produkcji współpracował z Rickiem Rubinem, producentem płyt takich zespołów jak Metallica, Linkin Park, Limp Bizkit czy Red Hot Chili Peppers. Razem stworzyli nowy gatunek muzyki, nową strefę, gdzie folklor spotyka klasykę, sztuka spotyka intymność, bezpośredniość spotyka ponadczasowość, a co najważniejsze, strefę, gdzie Groban stał się wolny mogąc wyrazić siebie tak prawdziwie i w pełni jak nigdy dotąd. Po raz pierwszy Groban spróbował swoich sił w języku portugalskim w utworze „Você Existe Em Mim”, jednym z singli promujących płytę.
Josh w 2010 zaczął przygotowywać swoją trasę koncertową, która oficjalnie zaczęła się 12 maja 2011 roku. Wcześniej można było zobaczyć artystę w serii wielu mniejszych koncertów – pretour, promującej nową płytę – zatytułowanej Before We Begin. Od maja 2011 aż do grudnia, Groban odwiedził 81 miast w trakcie tournée Straght to You promującego płytę Illuminations. Tournée obejmowało Amerykę Północną, Europę, a także Południową Afrykę.
7 stycznia 2010 roku artysta wystąpił podczas rozgrywek BCS National Championship Game wykonując hymn narodowy wraz z basistą Red Hot Chili Peppers, Flea na historycznym stadionie Rose Bowl w Pasadenie.
W styczniu 2011 roku Josh wystąpił w show znanego producenta amerykańskiego Jimmy’ego Kimmela, podczas którego śpiewa utwory z najlepszymi wpisami Kanye Westa z Twittera. Film osiągnął niezwykłą popularność, stając się jednym z najciekawszych filmów ze stycznia. Artysta po kilku latach powrócił z tweetami, tym razem Donalda Trumpa.
Josh w odniesieniu do przyszłości, jest gotowy na wiele możliwości. Mówi:

Jestem zbyt szczęśliwy, by mieć w swojej karierze miejsce na więcej niż jeden naprawdę wielki moment. Uważam, że gdybym chciał zająć się kolejną wielką rzeczą w swoim życiu, popełniłbym błąd. Nie mam jednak nic przeciwko małym rolom teatralnym czy filmowym. Chciałbym też więcej pisać. Chciałbym po prostu rozwijać swoją karierę filmową, próbować filmów, seriali – to na co nigdy nie mam czasu. Moje motto to przewidywać rzeczy nieprzewidywalne. A kiedy nadejdzie czas na zrobienie kolejnego kroku, podołam temu.

Tak więc Josh, po występie w Ally McBeal i w musicalu Chess wystąpił gościnnie w dwóch odcinkach serialu Glee – i zagrał samego siebie przy okazji parodiując własną osobę. W lipcu 2011 roku ukazał się film z udziałem Grobana Kocha, lubi, szanuje gdzie wcielił się w rolę Richarda u boku Steve’a Carella czy Emmy Stone, a także wystąpił gościnnie w serialu Biuro. Lista filmowych wcieleń artysty nadal się powiększa.
9 kwietnia piosenkarz po raz pierwszy odwiedził Polskę. Był gościem specjalnym w telewizyjnym muzycznym show Must Be the Music emitowanym w Polsacie. Pod koniec maja Groban wziął udział w specjalnym pożegnalnym epizodzie słynnego amerykańskiego talk show The Oprah Winfrey Show.
Piosenkarz brał udział w programie telewizyjnym „Rising Star” jako prowadzący.

### 2013–2017
W 2013 roku wydał szóstą płytę zatytułowaną All That Echoes, która zadebiutowała na miejscu 1 listy Billboard 200. Mówi o niej:

Od początku do końca, projekt ten emanuje całkowitą radością i inspiracją. Razem z Robem Cavalli i innymi świetnymi wspólnikami stworzyliśmy utwory, które łączą starość z nowością, światło z ciemnością życia i miłości... wszystkie te odgłosy naszej duszy. Ten album sprawił, że czuję się naprawdę dobrze i mam nadzieję, że na innych też tak podziała.

Jego tournée All That Echoes tour, ponownie zapełniło wszystkie największe hale. Obejmowało 60 przedstawień w Australii, Nowej Zelandii, Europie i Północnej Ameryce.
W 2015 Groban wydał płytę będącą składanką piosenek musicalowych i filmowych, które Josh określił mianem utworów wszech czasów o niezwykłej melodii i niezwykłej historii. Płyta nosi tytuł Stages. Współpracował z Humberto Gatica i Bernie Hermsem nagrywając w studio w Los Angeles, jak i Londynie z orkiestrą składającą się z 75 muzyków. Płyta zawiera utwory z Nędzników, Carousel, Sweeney Todda, Into the Woods, A Chorus Line, Upiora w Operze i innych. Sklasyfikowana jako złota płyta Stages była nominowana do Grammy w 2016 roku w kategorii Best Traditional Pop Vocal Album.
Groban wydał również nagranie DVD z jednego z koncertów podczas trasy na przełomie 2015/2016. Zatytułowany Stages Live, został nagrany w historycznym teatrze Los Angeles Theater. Płyta również została nominowana do Grammy w 2017 r. w tej samej kategorii.
W lipcu Groban odwiedził miasta Ameryki Północnej w ramach tournée Josh Groban: On Stage.
Groban również zaśpiewał piosenkę „Evermore” do filmu Disneya Piękna i Bestia.
W październiku 2016 zaczął występować na Broadwayu w tytułowej roli musicalu Natasha, Pierre & The Great Comet of 1812, kompozytora Dave’a Malloya. Spektakl skomponowany został na podstawie powieści Wojna i pokój. Wcielał się w tę postać aż do 2 lipca 2016 i był nominowany do prestiżowej nagrody Tony Awards dla najlepszego aktora.

### 2018
Po zakończeniu występów w musicalu Josh zaczął pracę nad swoim ósmym już studyjnym albumem, zatytułowanym Bridges.

Chciałem stworzyć album, który zabierze mnie duchem do czasów moich pierwszych płyt, ale z nutką świeżości i z większą ilością historii do opowiedzenia. Czułem się tak dobrze i tak zainspirowany podczas tworzenia Bridges, bardziej niż kiedykolwiek, z udziałem starych i nowych przyjaciół.

 Płyta została wydana 21 września 2018 roku debiutując na miejscu drugim listy Billboard 200. Trafiła też do pierwszej dziesiątki najlepiej sprzedawanych płyt w Wielkiej Brytanii i Szkocji. Zawiera zarówno covery, takie jak „S’il suffisait d’aimer” Céline Dion, czy „Run” zespołu Snow Patrol, jak i autorskie kawałki.
W marcu zostały ogłoszone niektóre daty z kolejnego już tournèe Bridges tour ze specjalnym gościem Idiną Menzel w Stanach Zjednoczonych. Trasa koncertowa rozpoczęła się 18 października w Duluth i obejmuje takie areny jak Madison Square Garden w Nowym Jorku. 18 grudnia 2018 roku artysta po raz pierwszy przyjechał do Polski (z solowym koncertem) w ramach swojej europejskiej trasy koncertowej.
We wrześniu miał premierę serial Netflixa, The Good Cop, w którym Josh zagrał główną rolę obok Tony’ego Danzy. Reżyserem serialu jest Andy Breckman, twórca legendarnego Detektywa Monka.

## Sklasyfikowanie głosu Josha
Krytycy muzyczni opisują głos Grobana w różny sposób, niektórzy mówią o tenorze, inni o barytonie. Skala barytonu mieści się zwykle pomiędzy dźwiękami G/A (oktawy wielkiej) do g1/a1 (oktawy razkreśnej), natomiast skala tenoru zwykle od c (oktawy małej) do c2 (oktawy dwukreśnej). Podczas występów Josh może sięgnąć najniżej nawet dźwięku G (jak w przypadku utworu „To Where You Are”) i dochodzi najwyżej chociażby do dźwięku b1 (jak to słychać w utworze „You Raise Me Up”). To powoduje, że Groban potrafi śpiewać w skali, w której skala tenoru jeszcze nie występuje – i analogicznie – w skali, do której nie dochodzi już skala barytonu. W 2002 r. New York Times opublikował artykuł, w którym Josh opisał siebie „jako kształcącego się tenora, lub inaczej, barytona z barierą o niższej skali głosowej, która podnosi się bez przerwy wyżej, wolna i swobodna”.

## Charytatywnie
Pod kierownictwem jego mentora, Davida Fostera, Groban występował w wielu charytatywnych koncertach, m.in. „VH1 Save the Music” (2005 r.), „Tsunami Aid: A Concert of Hope” (2005 r.), „Fifth Adopt-A-Annual Minefield” (2005 r.), „2nd Annual Grammy Jam” (2005 r.), „Live 8” (2005 r.), „The Heart Foundation Gala” (2005 r.) i „David Foster and Friends Charity Gala” (2006 r.).
Nelson Mandela mianował Grobana jako swojego oficjalnego ambasadora do swojego projektu 46664, kampanii mającej za zadanie pomóc powiększyć światowe zrozumienie na temat HIV/AIDS w Afryce.
25 kwietnia 2007 roku, Groban wystąpił z Afrykańskim Chórem Dziecięcym w Idolu Amerykańskim. 2 września 2007 roku Josh przeznaczył 150 tysięcy dolarów na „Charlotte-Mecklenburg Schools” by wspomóc tamtejszą muzyczną edukację. 28 lutego 2008 r. Josh pojawił się w „One Night Live” w Air Canada Centre w Toronto (Kanada) z Bryanem Adamsem, Sarah McLachlan, Jann Arden i RyanDan na rzecz szpitalu dla kobiet Sunnybrook i programów dla dzieci.
Aby uczcić 27 urodziny Josha, jego fani postanowili zebrać 27 tysięcy dolarów na projekt zatytułowany „Raise 27". Udało się zebrać 44 094 dolarów na fundację Josha Grobana, na korzyść sierocińca Noah’s Ark children’s „Siyawela” w Południowej Afryce. Po tym datku, wzruszony Josh zakomunikował, że: „to był najlepszy prezent jaki kiedykolwiek dostał”.
W grudniu 2009 Josh wybrał się na zakupy po zabawki dla dzieci specjalnie dla fundacji Toys for Tots. Wziął także udział w kampanii przeciwko nowotworom Stand Up 2 Cancer. Josh uczestniczył także w teledysku piosenki „We Are The World” aby wesprzeć ofiary trzęsienia ziemi na Haiti, 12.01.2010 r. Przeznaczył też osobiście dotację na fundację Haiti Relief.
31 sierpnia 2010 roku Josh wystąpił na żywo dla Live 4 Pakistan by wspomóc ofiary powodzi w Pakistanie. Groban wziął także udział w tworzeniu płyty Songs for Japan dla uczczenia ofiar trzęsienia ziemi i tsunami w Japonii z marca 2011 r. u boku kilkudziesięciu innych artystów.
W 2011 roku Groban stworzył własną fundację The Find Your Light Foundation. Ma ona za zadanie pomagać dzieciom w edukacji muzycznej i artystycznej.
W 2013 roku artysta wziął udział w projekcie „Live Below the Line” by zwrócić uwagę na problem ubóstwa wielu rodzin.
Groban wciąż udziela się charytatywnie. Ostatnio brał udział w takich wydarzeniach jak „Culture For One’s Fifth Annual Benefit” czy „Celebrity Fight Night” we Włoszech wśród takich gwiazd jak Andrea Bocelli, Reba McEntire czy Kristin Chenoweth.

## Wpływy i własne działania
Muzyczne wpływy na Grobana mają m.in. Paul Simon, Sting, Peter Gabriel i Björk. Josh mówi, że jest zdolny podziwiać każdego, kto przesunął granice i kroczy poza nimi. A co do wokalnych wpływów, „każdy, kto opowiada historię w piosenkach”, to m.in. Mandy Patinkin, George Hearn i Luciano Pavarotti.

## Dyskografia

### Albumy
| 2001                                                              | Josh Groban - Wydany: 20 listopada 2001 - Wytwórnia: Warner Bros. Records                                | 8 | 28 | 6  | 28 | 50 | 6  | 8  | 6  | 7  | 4  | –  | –  | –  | - US: 5×platyna - CAN: 4×platyna - UK: złoto  |
| 2003                                                              | Closer - Wydany: 11 listopada 2003 - Wytwórnia: Warner Bros. Records                                     | 1 | 91 | 2  | 25 | 47 | 2  | 38 | –  | 21 | 9  | 44 | 13 | 10 | - US: 6×platyna - CAN: 4×platyna - UK: Złoto  |
| 2006                                                              | Awake - Wydany: 7 listopada 2006 - Wytwórnia: Reprise Records                                            | 2 | 12 | 1  | 5  | 5  | 11 | 25 | –  | 7  | 29 | 33 | 27 | 49 | - US: 2×platyna - CAN: 2×platyna - UK: Złoto  |
| 2007                                                              | Noël Na płycie znajdują się świąteczne utwory - Wydany: 9 października 2007 - Wytwórnia: Reprise Records | 1 | 58 | 1  | 33 | 24 | 3  | 26 | –  | 4  | –  | 69 | –  | –  | - US: 6×platyna - CAN: 6×platyna - UK: Srebro |
| 2010                                                              | Illuminations - Wydany: 15 listopada 2010 - Wytwórnia: Reprise Records                                   | 4 | 30 | 4  | 21 | 48 | 17 | 10 | 20 | 22 | 9  | 46 | 42 | 29 | - US: Platyna - CAN: Platyna - UK: Srebro     |
| 2013                                                              | All That Echoes - Wydany: 5 lutego 2013 - Wytwórnia: Reprise Records                                     | 1 | 9  | 1  | 11 | 42 | 3  | 3  | 12 | 11 | 3  | 21 | 18 | 18 | - US: Złoto - CAN: Złoto - UK: Srebro         |
| 2015                                                              | Stages - Wydany: 28 kwietnia 2015 - Wytwórnia: Reprise Records                                           | 2 | 1  | 2  | 2  | 13 | 22 | 5  | 21 | –  | 1  | 13 | 31 | 48 | - US: Złoto - CAN: Złoto - UK: Złoto          |
| 2018                                                              | Bridges - Wydany: 21 września 2018 - Wytwórnia: Reprise Records                                          | 2 | 6  | 15 | 14 | –  | –  | 29 | –  | –  | –  | 17 | 14 | 32 | –                                             |
| „–” znaczy, że album nie dostał się na listę, lub brak informacji | |   |    |    |    |    |    |    |    |    |    |    |    |    |                                               |

### Składanki
- With You – 2007 (specjalne walentynkowe, ekskluzywne wydanie w Hallmark Gold Crown stores)
- A Collection – 2008 (zbiór najlepszych utworów)

### Koncerty na DVD
- Josh Groban in Concert – 2002
- Live at the Greek – 2004
- Up Close With Josh Groban (Specjalnie na Dzień Matki) – 2008
- Awake Live – 2008
- Soundstage Presents: An Evening In New York City – 2009
- Stages Live – 2016

### Ścieżki dźwiękowe
- A.I. Sztuczna inteligencja Soundtrack – 2001 – „For Always” z Larą Fabian
- Troja Soundtrack – 2004 – „Remember” z Tanją Carovską
- Ekspres polarny Soundtrack – 2004 – „Believe”
- Muppety: Poza prawem Soundtrack – 2014 – „The Big House” z Nadyą oraz „Together Again” z The Muppets
- Piękna i Bestia Soundtrack – 2017 – „Evermore”

### Utwory wydane przez lub z innymi artystami na CD
- Barbra Streisand – Duets – 2002 – „All I Know of Love” z Barbrą Streisand
- Charlotte Church – Prelude: The Best Of Charlotte Church – 2002 – „The Prayer” z Charlotte Church
- Songs Of Love Love In Roses składanka – 2002 – „You’re Still You”
- David Foster – The Best Of Me: A Collection Of David Foster’s Greatest Works – 2002 – „The Prayer” z Charlotte Church
- Sounds Of The Season: The NBC Holiday Collection składanka świątecznych utworów – 2003 – „O Holy Night”
- Voices 3 składanka – 2004 – „Cinema Paradiso”
- Leeza Gibbons Presents Reflections – 2004 – „To Where You Are”
- Greatest Love Of All składanka – 2004 – „To Where You Are”
- Grammy Nominees 2005 – 2005 – „You Raise Me Up”
- Love The Earth składanka – 2005 – „Oceano”
- Hurricane Relief: Come Together Now – 2005 – „Alla Luce Del Sole” (live) i „Tears in Heaven” z wieloma artystami (koncert za ofiary huraganów z 2005 r., m.in. Katriny i Rity)
- Greatest Love Of All 2 składanka – 2006 – „You Raise Me Up”
- Barbara Cook – Barbara Cook at the Met – 2006 – „Not While I’m Around” i „Move On” z Barbarą Cook (na żywo w Metropolitan Opera)
- Angelique Kidjo – Djin Djin – 2007 – „Pearls” (z Angelique Kidjo i Carlosem Santaną)
- Instant Karma: The Amnesty International Campaign to Save Darfur – 2007 – „Imagine” (utwór dostępny jedynie na płycie Amex 6-Track Bonus EP)
- CD For The Troops składanka – 2007 – „February Song”
- Alan Jones – Songs Of Love And Inspiration składanka – 2008 – „To Where You Are”
- Brian McKnight – I’ll Be Home For Christmas – 2008 – „Angels We Have Heard On High” z Brianem McKnightem
- CD For The Troops II składanka – 2008 – „Machine”
- Plácido Domingo – Amore Infinito – 2008 – „La Tua Semplicità” z Plácido Domingo
- Charles Aznavour – Duos – 2008 – „La Bohème” z Charles’em Aznavourem (na płycie dostępna wersja francuska i angielska)
- Nelly Furtado – Mi Plan – 2009 – „Silencio” z Nelly Furtado
- Joshua Bell – At Home With Friends – 2009 – „Cinema Paradiso” z Joshuą Bellem na skrzypcach
- Songs for Japan składanka – 2011 – „Awake” (na żywo)
- Tony Bennett – Duets II – 2011 – „This Is All I Ask” z Tonym Bennettem
- Plácido Domingo – Songs – 2012 – „Sous Le Ciel De Paris” z Plácido Domingo
- Barbra Streisand – Partners – 2014 – „Somewhere” z Barbrą Streisand
- Andrea Bocelli – Si – 2018 – „We Will Meet Once Again” z Andrea Bocellim (utwór dostępny także na płycie Josha Bridges)

### DVD wydane razem z innymi artystami
- Sarah Brightman – La Luna: Live in Concert – 2001 – Duet „There For Me”
- Charlotte Church – Enchantment – 2001 – Duety „Somewhere” i „The Prayer”
- Concert for World Children’s Day – 2003 – „Gira Con Me”, „To Where You Are”, „The Prayer” z Céline Dion i „Aren’t They All Our Children”
- Live 8 DVD – 2005 – „Angel” z Sarą McLachlan
- Oprah Winfrey – 20th Anniversary DVD Collection – 2005 – „When You Say You Love Me” w epizodzie „Wildest Dreams” i „You Raise Me Up” zaśpiewane dla Winfrey z okazji jej 50. urodzin
- Polar Express DVD – 2005 – „Believe” występ ten dostępny jedynie na dwóch wersjach płyty: 2 Disc Widescreen Edition oraz Polar Express Gift Set
- Michael Bublé – Caught In The Act DVD – 2005 – Groban nie śpiewa tu utworów z Michaelem Bublé, pojawia się na scenie jako gość
- We Are The Future DVD – 2007 – „You Raise Me Up”
- Concert For Diana DVD – 2007 – „All I Ask Of You” z Sarą Brightman (występ z 1.07.2007)
- Hit Man: David Foster and Friends CD/DVD – 2008 – „Alla Luce Del Sole”, „Bridge Over Troubled Water” z Brianem McKnightem i „You Raise Me Up”
- Chris Botti – Live in Boston – 2009 – „Broken Vow” z Chrisem Botti i „Shape Of My Heart” ze Stingiem i Chrisem Botti

## Role teatralne
- Chess: Actors’ Benefit Fund Concert – musical na rzecz fundacji – 2003 (rola Rosjanina, Anatolija Siergiejewskiego)
- Musical Chess – 12-13.05.2008 w Royal Albert Hall (Londyn) (rola Rosjanina, Anatolija Siergiejewskiego) (musical ten dostępny na płycie Chess In Concert CD/DVD)
- Natasha, Pierre & The Great Comet of 1812 – październik 2016 – lipiec 2017 Broadway (Nowy Jork) (na podstawie „Wojny i Pokoju” Lwa Tołstoja) (rola Pierre’a Bezuchowa)

## Filmografia
- Ally McBeal Sezon 4 Odcinek 23 „The Wedding” – 2002 jako Malcolm Wyatt
- Ally McBeal Sezon 5 Odcinek 7 „Nine One One” – 2003 jako Malcolm Wyatt
- Glee Sezon 1 Odcinek 3 „Acafellas” – 2009 jako on sam
- Glee Sezon 1 Odcinek 22 „Journey” – 2010 jako on sam
- Kocha, lubi, szanuje – 2011 jako Richard
- Biuro Sezon 8 Odcinek 4 „Garden Party” – 2011 jako brat Andy’ego Bernarda
- Biuro Sezon 9 Odcinek 6 „The Boat” – 2012 jako brat Andy’ego Bernarda
- CSI: NY Sezon 9 Odcinek 16 „Blood Actually” – 2013 jako on sam
- U nas w Filadelfii Sezon 9 Odcinek 100 „The Gang Saves the Day” – 2013 jako on sam
- Coffee Town – 2013 jako Sam
- Przereklamowani Sezon 1 Odcinek 7 „Sydney Australia” – 2013 jako Danny Chase
- Przereklamowani Sezon 1 Odcinek 19 „Danny Chase Hates Brad Paisley” – 2014 jako Danny Chase
- Happyland 3 Odcinki – 2014 jako „Dirty” Dave
- Muppety: Poza prawem – 2014 jako osadzony w więzieniu o zaostrzonym rygorze
- Hollarsowie – 2016 jako ksiądz Dan
- Crazy Ex-Girlfriend Sezon 3 Odcinek 4 – „Josh’s Ex-Girlfriend Is Crazy” – 2017 jako on sam
- The Good Cop – 2018 jako Tony Caruso Jr.

## Współpraca
Obecnie w zespole Josha Grobana występują:
- Tariqh Akoni – gitarzysta, dyrektor muzyczny
- Andre Manga – basista
- Mark Stephens – pianista
- Pete Korpela – perkusista
- Kaz Rodriguez – perkusista